# There’s a Rainbow ’Round My Shoulder
There’s a Rainbow ’Round My Shoulder ist ein Popsong, den Dave Dreyer (Musik), Billy Rose und Al Jolson (Text) verfassten und 1928 veröffentlichten.

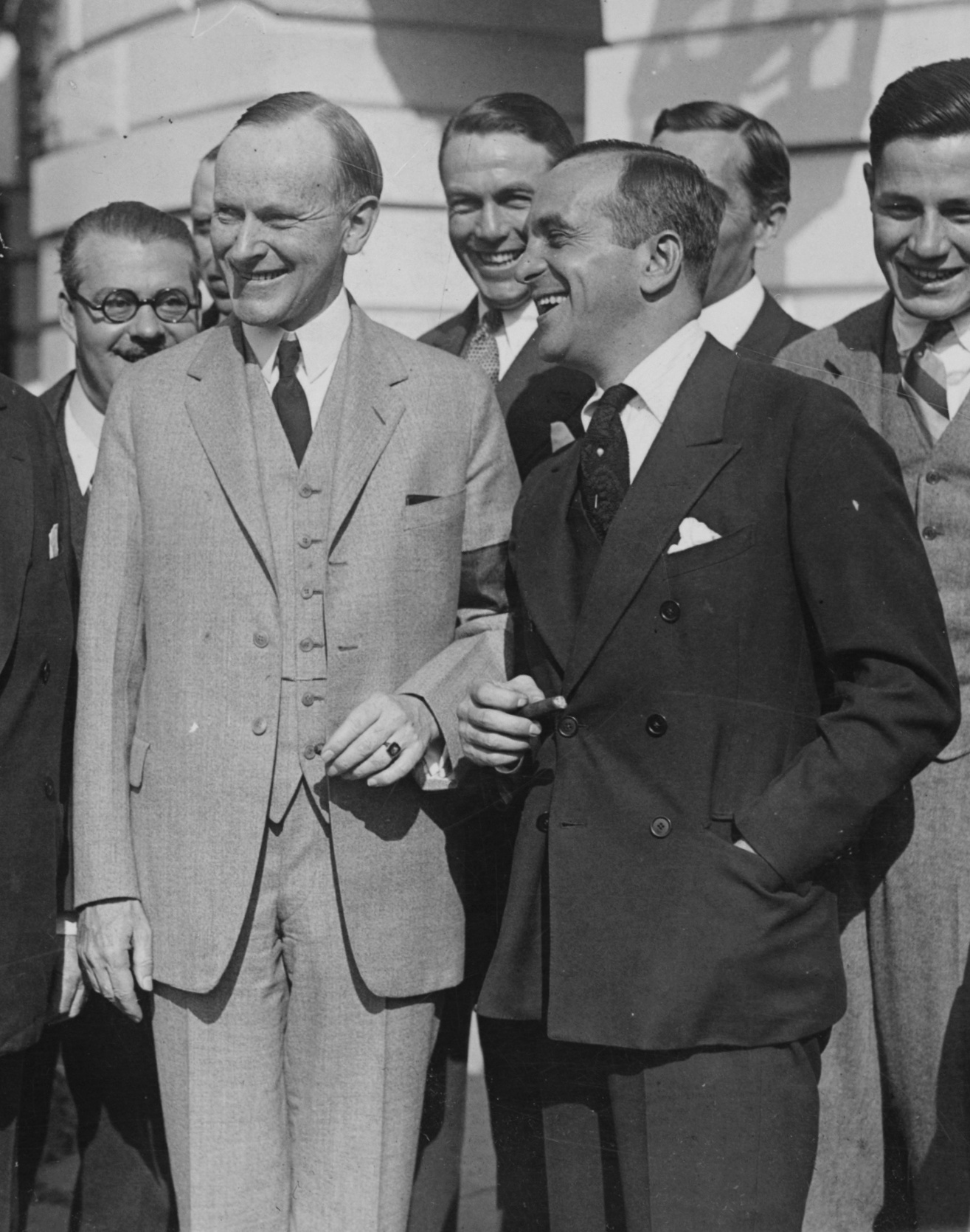
Al Jolson (rechts) mit US-Präsident Calvin Coolidge (1924)

## Hintergrund
Das Songwriter-Team Dreyer und Rose schrieb There’s a Rainbow ’Round My Shoulder für Al Jolson, der den Song in seinem zweiten Tonfilm The Singing Fool vorstellte. Dieser nahm den Song am 20. September 1928 auf (Brunswick 4033-A), gekoppelt mit dem Song Sonny Boy; von der 78er verkaufte der Sänger in den USA über eine Million Exemplare.
Die erste Strophe und der Refrain des Lieds lautet:
There's a rainbow round my shoulder
And a sky of blue above
How the sun shines bright
The world's all right
’Cause I'm in love.
There's a rainbow round my shoulder
And it fits me like a glove
Let it blow, let it storm, I'll be warm
’Cause I'm in love.

## Erste Aufnahmen und spätere Coverversionen
Zu den weiteren Musikern, die den Song ab Ende 1928 coverten, gehörten die McKinney’s Cotton Pickers (Victor), das Golden Gate Orchestra (ein Pseudonym der California Ramblers; Edison 52473),  ein All Star Orchestra (Victor 21667) unter Leitung von Nat Shilkret, mit Tommy Dorsey, Andy Sanella und Mike Mosiello als Solisten, ferner die Harmonians (alias Irving Kaufman; Diva Records  2749-G), Ben Selvin (Columbia 1605), die Dixie Daisies (alias Bob Haring, Cameo 3291), Ted Wallace (Banner, mit Irving Kaufman), Rube Bloom, (Pathé), Ted White (alias Fred Rich, Oriole 1387), der Bandleader Tom (Gerun) Gerunovitch & His Roof Garden Orchestra (Brunswick 5040), Milton Charles (Columbia 5250), Layton & Johnstone (Columbia 5199) und Johnny Marvin (Victor 21780). In Berlin coverten ihn Harry Jackson und Lud Glskin, Sam Baskini, Bernard Etté/Kurt Mühlhardt und in Paris Grégor et ses Grégoriens (Edison).  
Julian Fuhs nahm den Song in einer deutschsprachigen Fassung (Du bist meine erste Liebe) für Ultraphone auf. There’s a Rainbow ’Round My Shoulder wurde in späteren Jahren auch von Dean Martin, Frankie Laine und Bobby Darin gecovert. Der Diskograf Tom Lord listet im Bereich des Jazz insgesamt 49 (Stand 2016) Coverversionen, u. a. ab 1957 von Ted Heath, Acker Bilk, Woody Herman and His Orchestra, Max Collie, dem Pasaden Roof Orchestra, dem Brian Setzer Orchestra und von zahlreichen Dixieland- und Revivalbands.
There’s a Rainbow ’Round My Shoulder ist nicht zu verwechseln mit dem Folksong Rainbow ’Round My Shoulder (1961) von Paul Clayton und Fred Foster.